# Avançon, Hautes-Alpes

Avançon este o comună în departamentul Hautes-Alpes, Franța. În 1 ianuarie 2022 avea o populație de 418 de locuitori.